# Abrigos El Peñón de la Virgen
Los abrigos de El Peñón de la Virgen están situados frente a la localidad de Gilma, en el municipio español de Nacimiento, comarca de Los Filabres-Tabernas (provincia de Almería).

## Descripción
Son cinco conjuntos de pinturas esquemáticas realizadas sobre las paredes rocosas del cerro que se eleva frente al núcleo de Gilma. Las pinturas presentan diversa morfología, siendo las más frecuentes las antropomorfas y las representaciones de animales cuadrúpedos. Cronológicamente se sitúan en un momento de la Prehistoria Reciente.